# Alfred Van Landeghem
Alfred Van Landeghem (ur. w 1887 w Gandawie, zm. po 1908) – belgijski wioślarz, srebrny medalista olimpijski.
Wystąpił na igrzyskach olimpijskich w Londynie w 1908, gdzie belgijska osada Royal Club Nautique de Gand w składzie: Oscar Taelman, Marcel Morimont, Rémy Orban, Georges Mys, François Vergucht, Polydore Veirman, Oscar Dessomville, Rodolphe Poma i Alfred Van Landeghem (sternik) zdobyła srebrny medal w ósemkach ze sternikiem. Do złotych medalistów, Brytyjczyków z Leander Club, Belgowie stracili dwie długości łódki. 
Ponadto zdobywał złote medale w ósemkach na mistrzostwach Europy w Paryżu (1900), mistrzostwach Europy w Zurychu (1901) i mistrzostwach Europy w Strasburgu (1902); złoty w czwórkach ze sternikiem na mistrzostwach Europy w Paryżu (1900) oraz złoto na mistrzostwach Europy w Strasburgu (1902) i srebro na mistrzostwach Europy w Paryżu (1900) w dwójkach ze sternikiem.